# Cerro San Lorenzo
El cerro o monte San Lorenzo o monte Cochrane es una montaña ubicada en la frontera internacional entre la República de Chile y la República Argentina a 47°35′32″S 72°18′31″O / -47.59222, -72.30861. Con una altitud de 3706 m s. n. m. es la montaña más alta de la Provincia de Santa Cruz (Argentina) y una de las mayores de la Patagonia.
En el territorio argentino se ubica en el Departamento Río Chico a unos 100 km de la traza de la Ruta 40 y a algunos kilómetros al norte del Parque Nacional Perito Moreno.
En el territorio chileno se ubica en la Región de Aysén del General Carlos Ibáñez del Campo, Provincia Capitán Prat, Comuna de Cochrane.
La primera ascensión data del año 1943 y fue realizada por el padre salesiano Alberto De Agostini a los 60 años de edad, junto al suizo Alejandro Hemmi y el austriaco Heriberto Schmoll ambos residentes desde hacía tiempo en San Carlos de Bariloche.
Esta montaña está cubierta por tres grandes glaciares (dos en la Argentina y uno en Chile, el glaciar Calluqueo). El glaciar argentino muestra claras evidencias de retracción.

## Video
Video aéreo